# Kleitablet

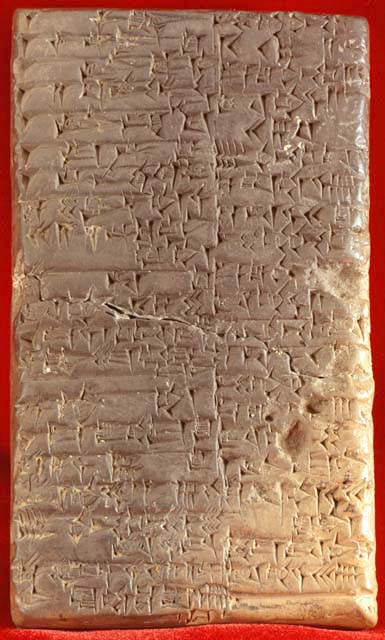
Kleitablet met Sumerisch spijkerschrift.

Een kleitablet is een tablet gemaakt uit klei dat als een veelvoorkomend informatiemedium gebruikt werd bij de beschavingen uit het Nabije Oosten, zoals Sumer, Akkad, Assyrië, Babylonië en de Hettieten, maar ook daarbuiten zoals onder andere de Minoïsche- en Myceense beschaving eind 4e millennium v.Chr.
De eerste kleitabletten ontstonden in het zuiden van Mesopotamië. Het Sumerische spijkerschrift werd met wigvormige karakters gegraveerd op de tabletten, waarbij gebruik werd gemaakt van een naald. Daarna werden ze in de zon te drogen  gelegd of in een oven gebakken, waardoor de tabletten keihard werden en veel langer meegingen. De hoeveelheid teksten uit het Nabije Oosten is door die duurzaamheid dan ook enorm. Daarmee onderscheiden de beschavingen hier zich van die van Egypte, Rome en Griekenland waar vooral papyrus en perkament werd gebruikt dat slechts in uitzonderlijke gevallen bewaard bleef.
Het aantal gevonden kleitabletten betreft in ieder geval honderdduizenden tabletten en mogelijk meer dan een miljoen. Naast de grote hoeveelheid geldt ook dat deze een groot aantal verschillende onderwerpen behandelen, van economische, bouwkundige, militaire en staatskundige activiteiten tot wetenschap, literatuur en religie.
Verzamelwerken van deze kleidocumenten worden gezien als de allereerste archieven. Ze vormden ook het begin van de allereerste bibliotheken.
In de Minoïsche- en Myceense beschavingen werd het schrift in hoofdzaak voor boekhouding gebruikt. Tabletten die als etiketten dienden, met een indruk van een rieten mand aan de achterkant en tabletten die jaarlijkse samenvattingen tonen, kunnen wijzen op een verfijnd boekhoudingssysteem. In deze culturele regio werden de tabletten in principe nooit gebakken, maar werden ze jaarlijks hergebruikt. Sommige kleitabletten zijn echter wel in gebakken toestand aan ons overgeleverd, bijvoorbeeld door een plotse brand in de plaats waar ze lagen opgeslagen. De rest zijn steeds tabletten van ongebakken klei en daardoor uiterst breekbaar. Moderne geleerden zijn nu de mogelijkheid aan het onderzoeken om de tabletten alsnog te bakken, zodat ze beter bewaard kunnen worden.
Enkele belangrijke vindplaatsen van kleitabletten zijn onder andere Ebla, Mari en Ugarit. Schriften in het Lineair A en het Lineair B zijn op kleitabletten gevonden.